# Скандал (ТВ филм)
„Скандал” је југословенски ТВ филм из 1969. године. Режирао га је Арсеније Јовановић који је написао и сценарио по делу Џона Озборна.

## Улоге
| Глумац                     | Улога |
| -------------------------- | ----- |
| Властимир Ђуза Стојиљковић |       |
| Јован Милићевић            |       |
| Предраг Лаковић            |       |
| Павле Богатинчевић         |       |
| Богдан Јакуш               |       |
| Светолик Никачевић         |       |
| Васа Пантелић              |       |
| Миливоје Томић             |       |
| Еуген Вербер               |       |